# Лімпде
Лімпде (нід. Liempde) — село в нідерландській провінції Північний Брабант. Входить до муніципалітету Бокстел.
Його площа становить 1,99 км², а населення станом на 2021 рік складало 4 080 осіб.
До 1996 року мало статус окремого муніципалітету.

## Галерея

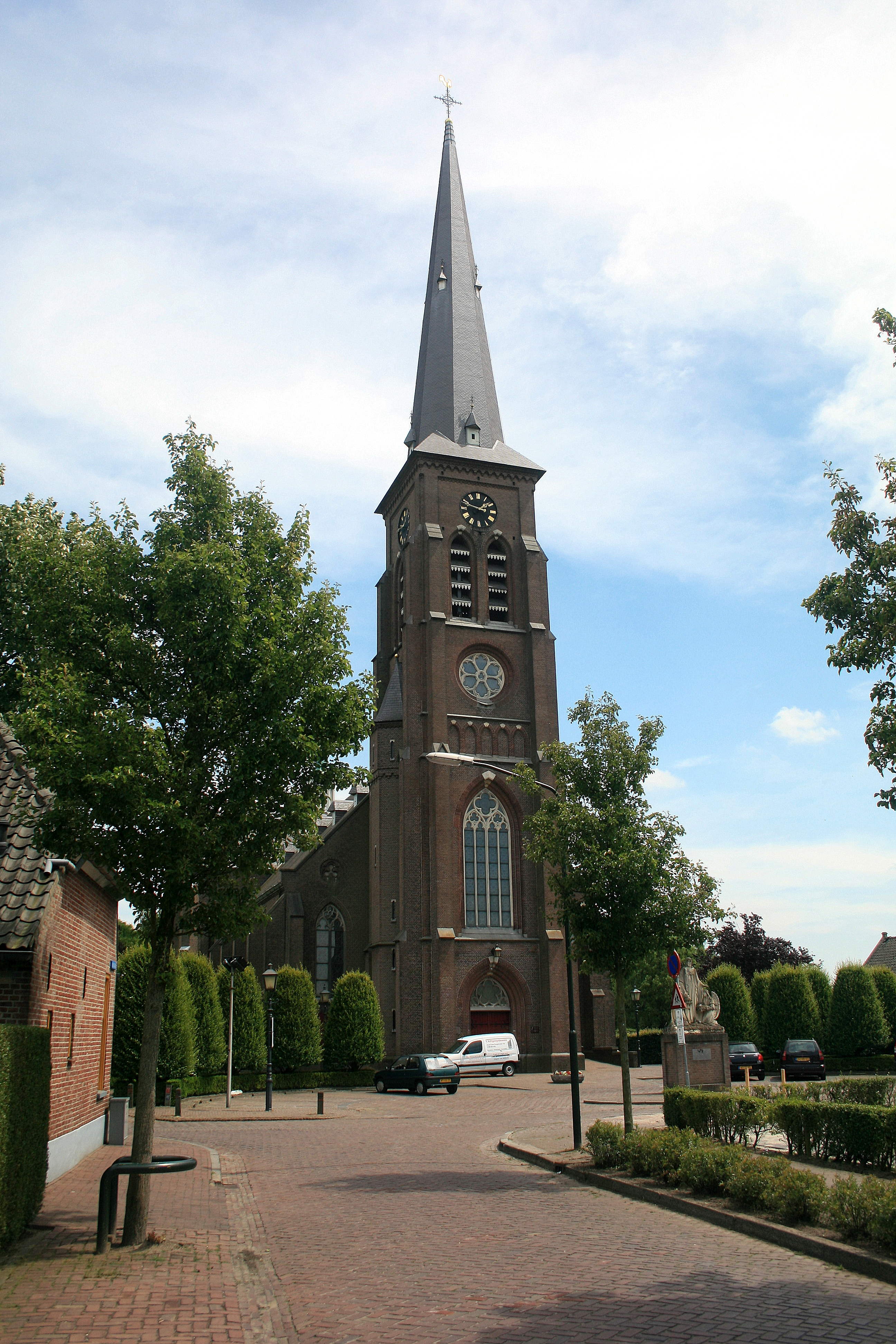
Католицька церква у селі
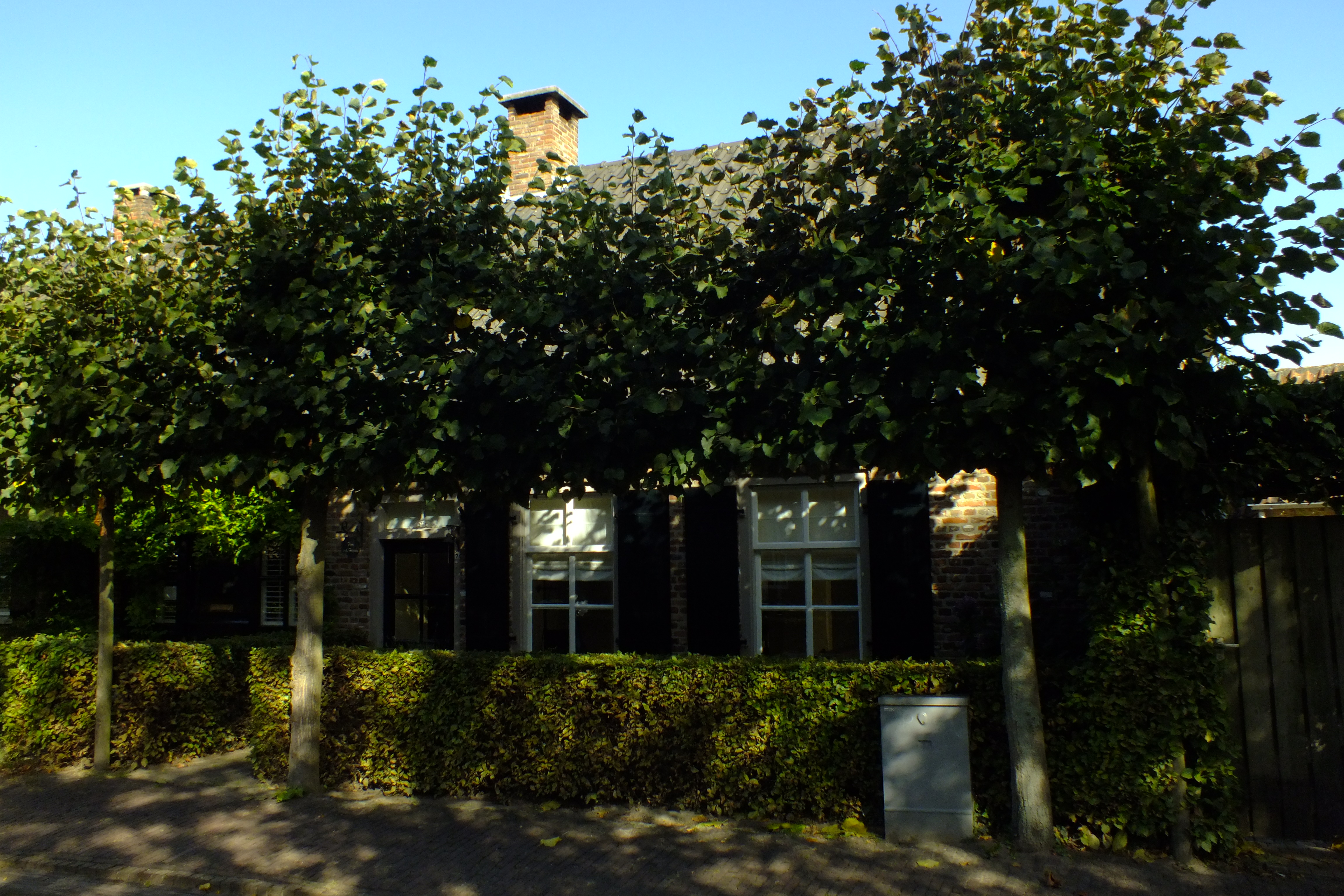
Ферма у селі
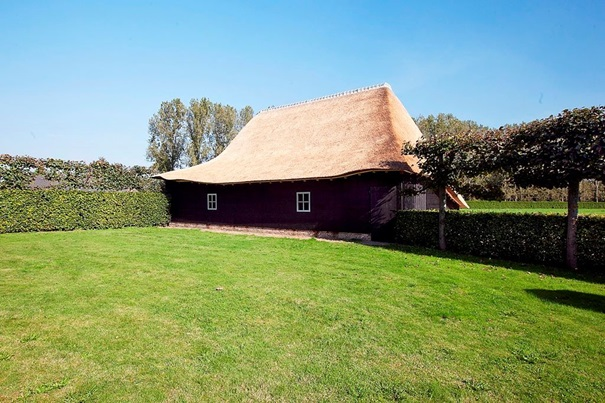
Ферма у селі
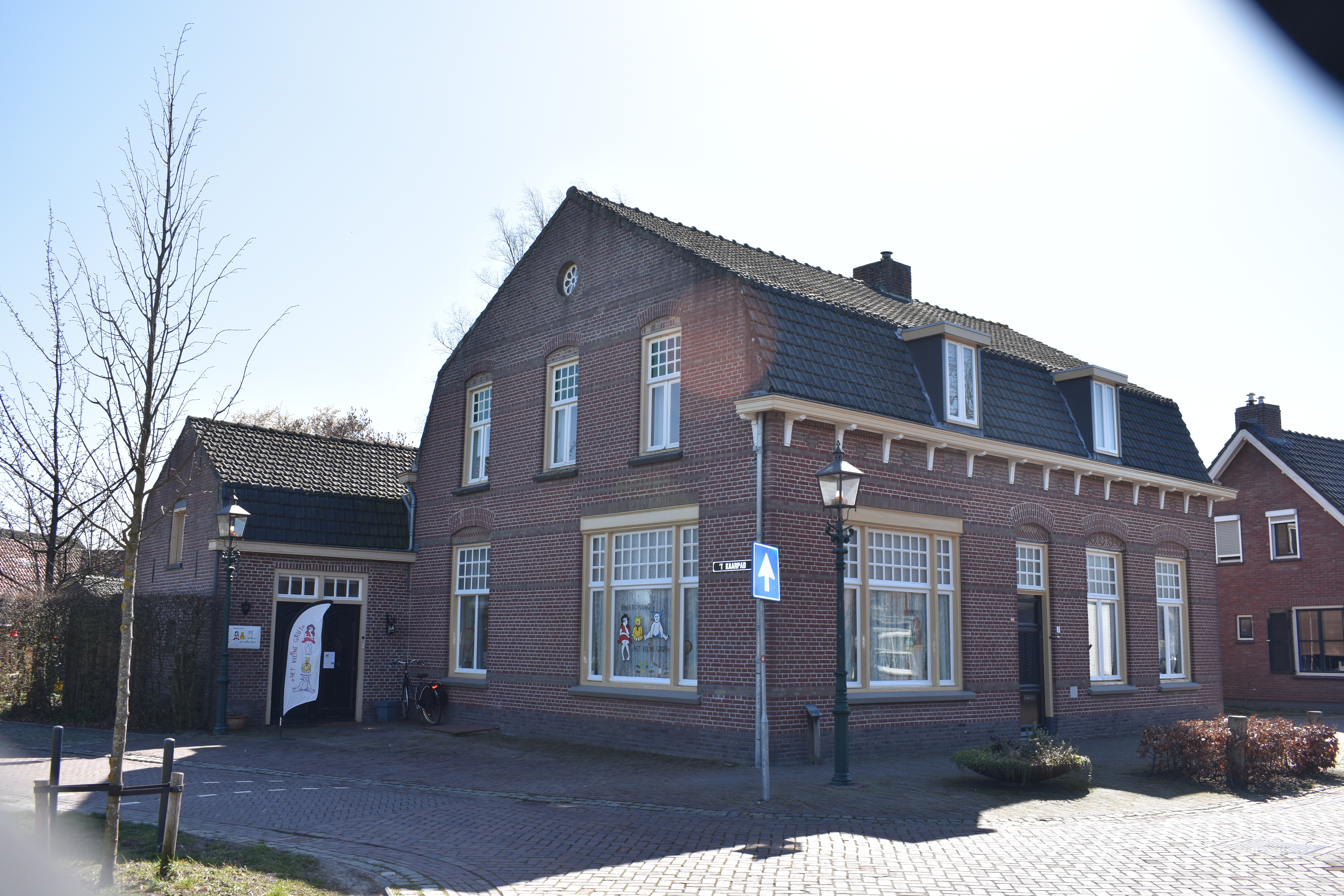
Будинок у Лімпде